# Kopaganj
Kopaganj é uma cidade e uma nagar panchayat no distrito de Mau, no estado indiano de Uttar Pradesh.

## Geografia
Kopaganj está localizada a 26° 01′ N, 83° 34′ L. Tem uma altitude média de 66 metros (216 pés).

## Demografia
Segundo o censo de 2001, Kopaganj tinha uma população de 30,828 habitantes. Os indivíduos do sexo masculino constituem 51% da população e os do sexo feminino 49%. Kopaganj tem uma taxa de literacia de 64%, superior à média nacional de 59.5%: a literacia no sexo masculino é de 70% e no sexo feminino é de 59%. Em Kopaganj, 19% da população está abaixo dos 6 anos de idade.